# 我想念我自己
是一部2014年美国剧情片，由理查·葛拉薩與瓦希·魏斯特摩蘭联合执导，改編自莉莎·潔諾娃所写的2007年同名畅销小说。本片由茱莉安·摩爾、亞歷·鮑德溫、克莉絲汀·史都華、凱特·博斯沃斯與亨特·帕瑞施主演，五人分別飾演罹患早發性阿茲海默症的愛麗絲、其夫約翰以及其三名子女。
本片於2014年9月8日在2014多倫多國際影展舉行世界首映。茱莉安·摩爾的精湛演出為其獲得多項國際殊榮，包含金球獎最佳戲劇類電影女主角、英國電影學院最佳女主角獎、评论家选择奖最佳女主角獎、美國演員工會獎最佳女主角獎以及奥斯卡最佳女主角奖等20項大獎。

## 剧情
哥伦比亚大学语言学教授Dr. Alice Howland在患上早发性阿兹海默症后，她就始终处于对疾病、工作和家庭的困苦挣扎中。

## 角色
| 演員              | 角色             | 簡介                             |
| ----------------- | ---------------- | -------------------------------- |
| 茱莉安·摩爾       | Alice Howland    | 電影的主角，罹患早發性阿茲海默症 |
| 亞歷·鮑德溫       | John Howland     | Alice的丈夫                      |
| 克莉絲汀·史都華   | Lydia Howland    | Alice的小女儿                    |
| 凱特·博斯沃斯     | Anna Howland     | Alice的大女儿                    |
| 亨特·帕瑞施       | Tom Howland      | Alice的儿子                      |
| 尚恩·麥克雷       | Charlie          | Anna的丈夫                       |
| 史蒂芬·坤肯       | Benjamin         | Alice的医生                      |
| 維多利亞·卡塔赫納 | Prof. Hooper     |                                  |
| 塞思·吉列姆       | Frederic Johnson |                                  |
| Cali T. Rossen    | Leslie           |                                  |
| Erin Darke        | Jenny            | Tom的女友                        |
| Kristin Macomber  | Anne             | Alice的姐姐                      |

## 制作
2014年3月3日在纽约州开拍，同年4月杀青。

## 评价
影片获得诸多好评，茱莉安·摩爾的演出得到广泛赞誉。爛番茄基於128个专业評論持有91%的新鮮度，平均得分7.5。在Metacritic上根據39篇影评，得分72。国家评论协会将其列入年度十佳独立电影之中。。
2022年8月，《IndieWire》列出40部最佳悲傷電影名冊裡，本片榜上有名。

## 獎項
| 大獎                          | 獎項               | 入圍             | 結果 |
| ----------------------------- | ------------------ | ---------------- | ---- |
| 第87屆奧斯卡金像獎            | 最佳女主角獎       | 茱莉安·摩爾      | 獲獎 |
| 女性電影記者聯盟              | 最佳女主角獎       | 茱莉安·摩爾      | 獲獎 |
| 女性電影記者聯盟              | EDA特別表揚獎      | 《我想念我自己》 | 提名 |
| 第4屆澳洲電影與電視藝術學院獎 | 劇情類最佳女主角獎 | 茱莉安·摩爾      | 獲獎 |
| 第68屆英國電影學院獎          | 最佳女主角獎       | 茱莉安·摩爾      | 獲獎 |
| 芝加哥影評人協會              | 最佳女主角獎       | 茱莉安·摩爾      | 獲獎 |
| 評論家選擇獎                  | 最佳女主角獎       | 茱莉安·摩爾      | 獲獎 |
| 第21屆達拉斯—沃斯堡影評人協會 | 最佳女主角獎       | 茱莉安·摩爾      | 季軍 |
| 底特律影評人協會              | 最佳女主角獎       | 茱莉安·摩爾      | 提名 |
| 多利安獎                      | 最佳女主角獎       | 茱莉安·摩爾      | 獲獎 |
| 佛羅里達影評人協會            | 最佳女主角獎       | 茱莉安·摩爾      | 季軍 |
| 第72屆金球獎                  | 劇情類最佳女主角獎 | 茱莉安·摩爾      | 獲獎 |
| 喬治亞影評人協會              | 最佳女主角獎       | 茱莉安·摩爾      | 提名 |
| 第24屆哥譚獨立電影獎          | 最佳女主角獎       | 茱莉安·摩爾      | 獲獎 |
| 第18屆好萊塢電影獎            | 好萊塢女演員獎     | 茱莉安·摩爾      | 獲獎 |
| 第8屆休士頓影評人協會         | 最佳女主角獎       | 茱莉安·摩爾      | 獲獎 |
| 第30屆獨立精神獎              | 最佳女主角獎       | 茱莉安·摩爾      | 獲獎 |
| 國際攝影師工會獎              | 最佳女主角獎       | 茱莉安·摩爾      | 待定 |
| 第35屆倫敦影評人協會          | 年度女演員獎       | 茱莉安·摩爾      | 獲獎 |
| 洛杉磯影評人協會              | 最佳女主角獎       | 茱莉安·摩爾      | 季軍 |
| 電影音效剪輯金卷軸獎          | 英語電影–對白／ADR | 哈威爾·班納沙    | 提名 |
| 第86屆國家評論協會獎          | 最佳女主角獎       | 茱莉安·摩爾      | 獲獎 |
| 第86屆國家評論協會獎          | 十大獨立電影獎     | 《我想念我自己》 | 獲獎 |
| 在線影評人協會                | 最佳女主角獎       | 茱莉安·摩爾      | 提名 |
| 棕櫚泉國際電影節              | 棕櫚泉成就獎       | 茱莉安·摩爾      | 獲獎 |
| 舊金山影評人協會              | 最佳女主角獎       | 茱莉安·摩爾      | 獲獎 |
| 第19屆衛星獎                  | 電影類最佳女主角獎 | 茱莉安·摩爾      | 獲獎 |
| 第21屆美國演員工會獎          | 表現傑出女主角獎   | 茱莉安·摩爾      | 獲獎 |
| 聖路易斯影評人協會            | 最佳女主角獎       | 茱莉安·摩爾      | 提名 |
| 多倫多影評人協會              | 最佳女主角獎       | 茱莉安·摩爾      | 季軍 |
| 華盛頓特區影評人協會          | 最佳女主角獎       | 茱莉安·摩爾      | 獲獎 |
| 女性影評人協會                | 最佳女主角獎       | 茱莉安·摩爾      | 獲獎 |
| 女性影評人協會                | 勇氣演技獎         | 茱莉安·摩爾      | 獲獎 |